# Юго-центральная часть штата Парана (мезорегион)

Юго-центральная часть штата Парана на карте.

Юго-центральная часть штата Парана (порт. Mesorregião do Centro-Sul Paranaense) — административно-статистический мезорегион в Бразилии, входит в штат Парана. Население составляет 544 190 человек (на 2010 год). Площадь — 26 487,169 км². Плотность населения — 20,55 чел./км².

## Демография
Согласно сведениям, собранным в ходе переписи 2010 г. Национальным институтом географии и статистики (IBGE), население мезорегиона составляет:
| Полное население                            | Полное население                            | Полное население                            | Полное население                            | 544 190 |
| ------------------------------------------- | ------------------------------------------- | ------------------------------------------- | ------------------------------------------- | ------- |
| в том числе:                                | Городское население                         | 365 030                                     | Процент городского населения, %             | 67,08   |
|                                             | Сельское население                          | 179 160                                     | Процент сельского населения, %              | 32,92   |
|                                             | Мужское население                           | 271 449                                     | Процент мужского населения, %               | 49,88   |
|                                             | Женское население                           | 272 741                                     | Процент женского населения, %               | 50,12   |
| Плотность населения, чел/км²                | Плотность населения, чел/км²                | Плотность населения, чел/км²                | Плотность населения, чел/км²                | 20,55   |
| Население мезорегиона в % к населению штата | Население мезорегиона в % к населению штата | Население мезорегиона в % к населению штата | Население мезорегиона в % к населению штата | 5,21    |

## Статистика
- Валовой внутренний продукт на 2003 год составляет 4 822 519 480,00 реалов (данные: Бразильский институт географии и статистики).
- Валовой внутренний продукт на душу населения на 2003 год составляет 8809,92 реалов (данные: Бразильский институт географии и статистики).
- Индекс развития человеческого потенциала на 2000 год составляет 0,732 (данные: Программа развития ООН).

## Состав мезорегиона
В мезорегион входят следующие микрорегионы:
1. Гуарапуава
2. Палмас
3. Питанга